# Усу (вулкан)
Усу́ (яп. 有珠山 Усу-дзан, «Гора Усу») — вулкан на японском острове Хоккайдо. Является частью национального парка Сикоцу-Тоя и популярным туристическим объектом.
Высота вулкана Усу составляет 733 метра. В настоящее время вулкан является слабоактивным — последнее извержение произошло в 2001 году.